# 索莱亚 (上普罗旺斯阿尔卑斯省)
索莱亚（法語：Soleilhas）是法国上普罗旺斯阿尔卑斯省的一个市镇，属于卡斯泰朗区（Castellane）卡斯泰朗县（Castellane）。该市镇2009年时的人口为100人。

## 人口
索莱亚人口变化图示
| 数据来源：INSEE |